# Martinci Miholjački
Martinci Miholjački su naselje u Hrvatskoj, regiji Slavoniji u Osječko-baranjskoj županiji i nalaze se u sastavu općine Podravska Moslavina.

## Zemljopisni položaj
Martinci Miholjački se nalaze na 99 metara nadmorske visine u nizini istočnohrvatske ravnice, neposredno uz rijeku Dravu i državnu granicu s Mađarskom. Susjedna naselja: istočno se nalazi općinsko središte Podravska Moslavina, jugoistočno Krčenik, a južno naselje Gezinci. Jugozapadno se nalazi Ilmin Dvor, te Čađavički Lug i Čađavica naselja u sastavu općine Čađavica u Virovitičko-podravskoj županiji. Najbliže naselje preko rijeke Drave u susjednoj Mađarskoj je Zalata (mađ. Zaláta), a nalazi se oko 2,5 km sjeveroistočno. Pripadajući poštanski broj je 31530 Podravska Moslavina, telefonski pozivni 031 i registarska pločica vozila NA (Našice). Površina katastarske jedinice naselja Martinci Miholjački je 8,09 km2.

## Stanovništvo
| broj stanovnika |       | 155   | 169   | 243   | 255   | 238   | 204   | 300   | 406   | 428   | 382   | 238   | 84    | 63    | 48    | 37    | 23    |
|                 | 1857. | 1869. | 1880. | 1890. | 1900. | 1910. | 1921. | 1931. | 1948. | 1953. | 1961. | 1971. | 1981. | 1991. | 2001. | 2011. | 2021. |

Iskazuje se kao dio naselja od 1869., a kao samostalno naselje od 1948. Do 1900. iskazivano pod imenom Martinci. U 1981. povećano pripajanjem naselja Orešnjak koje je prestalo postojati. Za to bivše naselje sadrži podatke od 1869. do 1971.

## Vanjska poveznica
- http://os-astarcevica-viljevo.skole.hr/skola
- http://www.podravskamoslavina.hr/